# 段樹藩
段樹藩，雲南省廣西直隸州人，清朝政治人物、同進士出身。
光緒六年（1880年），参加庚辰科殿試，登進士三甲第6名。同年五月，改翰林院庶吉士。光緒十五年四月，散館，著以知县即用。